# Forelle
Forelle is een Duits historisch merk van motorfietsen.
De bedrijfsnaam was: Schminke-Werke GmbH uit Bad Wildungen
Schminke-Werke GmbH was een bekende fietsenfabriek die vanaf 1955 bromfietsen produceerde met 48cc-Sachs- en ILO-motoren. De productie eindigde eichter al in 1958.
Bij de Schminke-groep behoorde ook onder andere Göricke in Bielefeld, waar in de jaren tachtig nog bromfietsen gebouwd werden.